# Motore fisico
Un motore fisico è un programma informatico che simula un modello fisico newtoniano utilizzando variabili come massa, velocità, frizione alla resistenza del vento e altro. Il motore utilizzando questi dati e le leggi newtoniane simula il comportamento degli oggetti sottoposte alle forze del mondo (reale o immaginario).
Questa tipologia di programmi trovano applicazione in simulatori di sistemi complessi e nei videogiochi.

## Videogiochi
I motori fisici vengono implementati nei giochi per calcolare realisticamente i movimenti dei solidi e le loro collisioni. I calcoli dei motori fisici vengono elaborati dalla CPU in assenza di un hardware dedicato come, ad esempio, nVidia PhysX (precedentemente Ageia PhysX). I motori fisici migliori riescono a simulare realisticamente anche il comportamento dei fluidi e la loro interazione con gli oggetti circostanti.
Questi programmi nei videogiochi lavorano a braccetto con i motori grafici (molto spesso il motore fisico è parte integrante del motore grafico) che hanno il compito di trasformare in immagine i dati calcolati dal motore fisico.
L'utilizzo di algoritmi sempre più complessi comporta l'aumento della richiesta di calcolo, migliorando però il realismo del videogioco: nasce quindi la necessità di produrre console di gioco o computer con schede grafiche sempre più potenti per sopperire alla richiesta di capacità di calcolo da parte dei videogiochi di nuova generazione in alta definizione.